# Roszczinskij
Roszczinskij – osiedle typu miejskiego w Rosji, w obwodzie samarskim. W 2010 roku liczyło 11 920 mieszkańców.